# Lill-Ranasjön
Lill-Ranasjön är en sjö i Sollefteå kommun i Ångermanland och ingår i Ångermanälvens huvudavrinningsområde. Sjön har en area på 0,0894 kvadratkilometer och ligger 317 meter över havet. Sjön avvattnas av vattendraget Kylån.

## Delavrinningsområde
Lill-Ranasjön ingår i det delavrinningsområde (705009-153760) som SMHI kallar för Mynnar i Fjällsjöälvens vattendragsyta. Medelhöjden är 295 meter över havet och ytan är 16,14 kvadratkilometer. Det finns inga avrinningsområden uppströms utan avrinningsområdet är högsta punkten. Kylån som avvattnar avrinningsområdet har biflödesordning 3, vilket innebär att vattnet flödar genom totalt 3 vattendrag innan det når havet efter 112 kilometer. Avrinningsområdet består mestadels av skog (91 procent). Avrinningsområdet har 0,09 kvadratkilometer vattenytor vilket ger det en sjöprocent på 0,5 procent.